# Transistorverstärker
Ein Transistorverstärker ist eine elektronische Schaltung, bei der ein kleines Eingangssignal einen Transistor steuert, der aufgrund seiner verstärkenden Eigenschaften ein größeres Ausgangssignal (größerer Ausgangsstrom und/oder größere Ausgangsspannung) abgibt.

## Aufgabe und Funktion
Eine Verstärkerschaltung wird zur Verstärkung elektronischer Signale gebraucht. Sie benötigt dazu ein „aktives Bauelement“. Im Falle des Transistorverstärkers kann das ein NPN- oder PNP-Transistor sein (davon hängt die Polung der Betriebsspannung ab). Das für die Herstellung des Transistors verwendete Material (Germanium oder Silizium, seltener Galliumarsenid) hat keine grundsätzliche Bedeutung für die Funktion der Schaltung. Es kann aber Auswirkungen auf Temperaturstabilität, Arbeitspunkteinstellung usw. haben. Außer dem aktiven Bauelement braucht man passive Bauelemente:
- Widerstände zur Einstellung des Arbeitspunktes
- Kondensatoren zur gleichspannungsmäßigen Entkopplung (Koppelkondensatoren)

## Grundschaltungen
Ein Transistor kann in drei Grundschaltungen betrieben werden:
- Emitterschaltung – Emitter ist gemeinsame Elektrode für Eingangs- und Ausgangssignal
- Kollektorschaltung – Kollektor ist gemeinsame Elektrode für Eingangs- und Ausgangssignal
- Basisschaltung: Basis ist gemeinsame Elektrode für Eingangs- und Ausgangssignal

| Parameter                                  | Emitterschaltung | Kollektorschaltung               | Basisschaltung                 |
| ------------------------------------------ | ---------------- | -------------------------------- | ------------------------------ |
| Stromverstärkung {\displaystyle V_{i}}     | 10–100           | 10–250                           | < 1                            |
| Spannungsverstärkung {\displaystyle V_{u}} | 100–1.000        | < 1                              | 100–500                        |
| Leistungsverstärkung {\displaystyle V_{p}} | 1.000–100.000    | 10–250                           | 100–500                        |
| Phasenverschiebung                         | 180°             | 0°                               | 0°                             |
| Eingangswiderstand {\displaystyle R_{e}}   | 0,4 Ω–5 kΩ       | 200 Ω–500 kΩ                     | 50 Ω–500 Ω                     |
| Ausgangswiderstand {\displaystyle R_{a}}   | 10 kΩ–100 kΩ     | 1 kΩ–10 kΩ (je nach Beschaltung) | 0,1 Ω–2 MΩ                     |
| Bandbreite                                 |                  | 20 Hz–200 Hz                     |                                |
| Besonderheit                               |                  | gute Eignung als Impedanzwandler | gute Hochfrequenzeigenschaften |

## Beispiel für Emitterschaltung

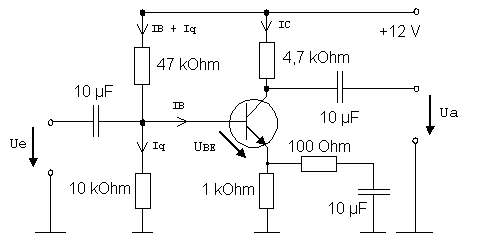
Kleinsignalverstärker mit NPN Transistor in Emitterschaltung und Stromgegenkopplung.

Beim hier dargestellten Transistorverstärker wird das Eingangssignal über einen Koppelkondensator 10 µF an die Basis des Transistors geführt. Von ihm wird ein stärkerer Strom im Ausgangskreis (Kollektor-Emitter-Kreis) gesteuert. Der Transistor bildet zusammen mit dem Arbeitswiderstand 4,7 kΩ einen Spannungsteiler. Je größer die Basisspannung des Transistors ist, desto geringer ist sein Widerstand und damit die (über dem Transistor) abgenommene Ausgangsspannung. Dies führt zu einer Phasenumkehr zwischen Eingangssignal Ue und Ausgangssignal Ua. Über den rechten Koppelkondensator wird das Ausgangssignal an die nächste Baugruppe weitergeleitet.
Der Spannungsteiler aus 47 kΩ und 10 kΩ stellt durch eine an die Basis gelegte Gleichspannung, die aus der Betriebsspannung gewonnen wird, den Arbeitspunkt des Transistors ein. Die Koppelkondensatoren sorgen als Hochpässe dafür, dass nur das Signal (Wechselspannung) übertragen wird, jedoch keine Gleichspannung, weil dies den Arbeitspunkt verändern würde. Eine genauere Beschreibung auch der Gegenkopplung erfolgt im Artikel Verstärker (Elektrotechnik).

## Spezialschaltungen
Es gibt eine breite Palette von Spezialschaltungen.
- Gegentaktschaltung: Die Gegentaktschaltung ist eine der wichtigsten Spezialschaltungen. Sie wird von mindestens zwei Transistoren gebildet, die gemeinsam arbeiten, um eine größere Ausgangsleistung zu erreichen. Beide Transistoren werden dabei gegenphasig angesteuert. Damit lassen sich Nichtlinearitäten der Kennlinien kompensieren. Oft sind die Arbeitspunkte so eingestellt, dass jeder der beiden Transistoren nur eine Halbwelle verstärkt.
- Direkt gekoppelte Verstärkerstufen: Oft genügt die Verstärkung einer einzelnen Verstärkerstufe nicht. Aus diesem Grund kombiniert man mehrere Stufen; bei Transistoren verbindet man oft mehrere Transistoren unterschiedlicher Leitfähigkeit (PNP und NPN).